# Windsor Gotfredsons
Windsor Gotfredsons byl profesionální kanadský klub ledního hokeje, který sídlil ve Windsoru v provincii Ontario. V letech 1945–1950 působil v profesionální soutěži International Hockey League. Klub byl jedním ze čtyř zakládajících členů IHL. Gotfredsons ve své poslední sezóně v IHL skončily v základní části. Své domácí zápasy odehrával v hale Windsor Arena s kapacitou 4 400 diváků.

## Historické názvy
Zdroj: 
- 1945 – Windsor Gotfredsons
- 1946 – Windsor Staffords
- 1948 – Windsor Ryan Cretes

## Přehled ligové účasti
Zdroj: 
- 1945–1948: International Hockey League
- 1948–1949: International Hockey League (Severní divize)
- 1949–1950: International Hockey League